# Ruopert
Ruopert, auch: Roupertus, Rupert, (* 11. Jahrhundert; † 1075 in Gengenbach) war Abt des Bamberger Michaelsklosters (1066–1071), Abt des Klosters Reichenau (1071) und Abt der Abtei Gengenbach (1071–1075).
Nachdem Abt Meginwart vom Abtsamt nach kurzer Zeit wieder zurückgetreten war, wurde Rupert (Ruopert), Abt des Bamberger Michaelsklosters, Abt der Reichenau. Heinrich IV. verlieh Ruopert (Rupert) im März 1071 gegen eine Geldzahlung von 1000 Gulden die Abtei Reichenau. Ruopert konnte sich gegen den Widerstand des örtlichen Landvogts Hirzel nicht widersetzen.
Ruopert wurde auch Nummularius genannt. Er war aufgrund seines Geschäftsgebarens umstritten und sei aufgrund seines simonistischen Verhaltens aufgrund einer päpstlichen Bulle als exkommuniziert einzuordnen, so Lampert von Hersfeld. Heinrich IV. legte Ruopert den Rücktritt als Abt der Reichenau nahe, was er multa cum amaritudine annahm. Bischof Hermann I. von Bamberg verschaffte ihm die badische Abtei Gengenbach. Ruopert fand aufgrund seines geldgierigen Verhaltens schließlich in Gegenbach gewaltsam den Tod, blieb aber als Ruopertus Genegenbachensis coenobii venerabilis abbas in den Verzeichnissen dokumentiert.